# Molnár József (filmrendező)
Molnár József (Budapest, 1958. október 17.) magyar filmrendező.

## Karrier
1991-ben végzett a Színház- és Filmművészeti Egyetemen videó-rendező szakon, de rendezői munkáit már 1990-ben kezdte. Első sorozata a Patika volt, majd később dolgozott a Barátok köztben és Friderikusz Sándor műsorában. 2006-ban rendezőasszisztens volt a Buhera Mátrix és az Ede megevé ebédem című filmben, ahol Jancsó Miklóssal dolgozott együtt. 2004-ben megrendezte első dokumentumfilmjét a világhírű magyar fényképészről, Ata Kandóról, aki Hollandiában élő világhírű fotós, ez a film 2005-ben jelent meg. A folytatást 2008-ra tervezték, de ez a fotós betegsége miatt nem valósulhatott meg. 2008 áprilisában Los Angelesben forgatott Zsigmond Vilmosról, Oscar-díjas magyar operatőrről. Nős, két fia van.

## Filmográfia
- 1993 - Glóbusz (rendezőasszisztens)
- 1995 - Patika (rendezőasszisztens)
- 1996 - Sztracsatella (rendezőasszisztens)
- 1996 - A három testőr Afrikában (munkatárs)
- 1998 - Mit akar egy író? (rendező)
- 1998 - Barátok közt (rendező)
- 2005 - Ata filmje (rendező)
- 2006 - Buhera Mátrix (rendezőasszisztens)
- 2006 - Ede megevé ebédem (rendezőasszisztens)
- 2011 - Hacktion (színész)